# Ichthyoconodon
Ichthyoconodon es un género extinto de mamíferos triconodontos. Posiblemente se trate de uno de los más antiguos mamíferos acuáticos, pues sus restos fósiles proceden de los depósitos sedimentarios costeros de la región oriental de la cordillera del Atlas en Marruecos.
Para Ross y colaboradores, la filiación de este género es dudosa y su afinidad con los triconodontes plantea algunas dudas.

## Filogenia
El siguiente cladograma está basado en Mikko:
```
  ===O 
Triconodonta
 
Osborn, 1888
 - 
triconodontos (†)

     |-> 
Dyskritodon
 
Sigogneau-Russell, 1995
 - 
(†)

     |-> 
Hallautherium
 
Clemens, 1980
 - 
(†)

     |-o 
Ichthyoconodon
 
Sigogneau-Russell, 1995
 - 
(†)

     | `-- 
Ichthyoconodon jaworowskorum
 
Sigogneau-Russell, 1995
 - 
(†)
 
 
Marruecos
: 
Anoual
.
     |-> 
Kryptotherium
 
Sigogneau-Russell, 2003
 - 
(†)

     |--> 
Austrotriconodontidae
 
Bonaparte, 1990
 - 
austrotriconodóntidos (†)

     `=> 
Eutriconodonta
 
Kermack & al., 1973
 - 
eutriconodontos (†)
```

Un análisis filogenético de Gaetano y Rougier de 2011 encontró que Argentoconodon forma un clado con Volaticotherium y que junto a Ichthyoconodon se integran en la subfamilia Alticonodontinae.